# Wetzlar-Dalheim
Wetzlar-Dalheim ist der 10. Stadtbezirk von Wetzlar. Der Stadtbezirk hatte im Dezember 2016 3256 Einwohner. Prägnant sind hier die großen, parkähnlichen Grünflächen, die wegen schwieriger Baugrundverhältnisse aufgrund des ehemaligen Bergbaus Carolus II errichtet wurden (→ Liste von Bergwerken im Lahn-Dill-Gebiet).

## Geographie

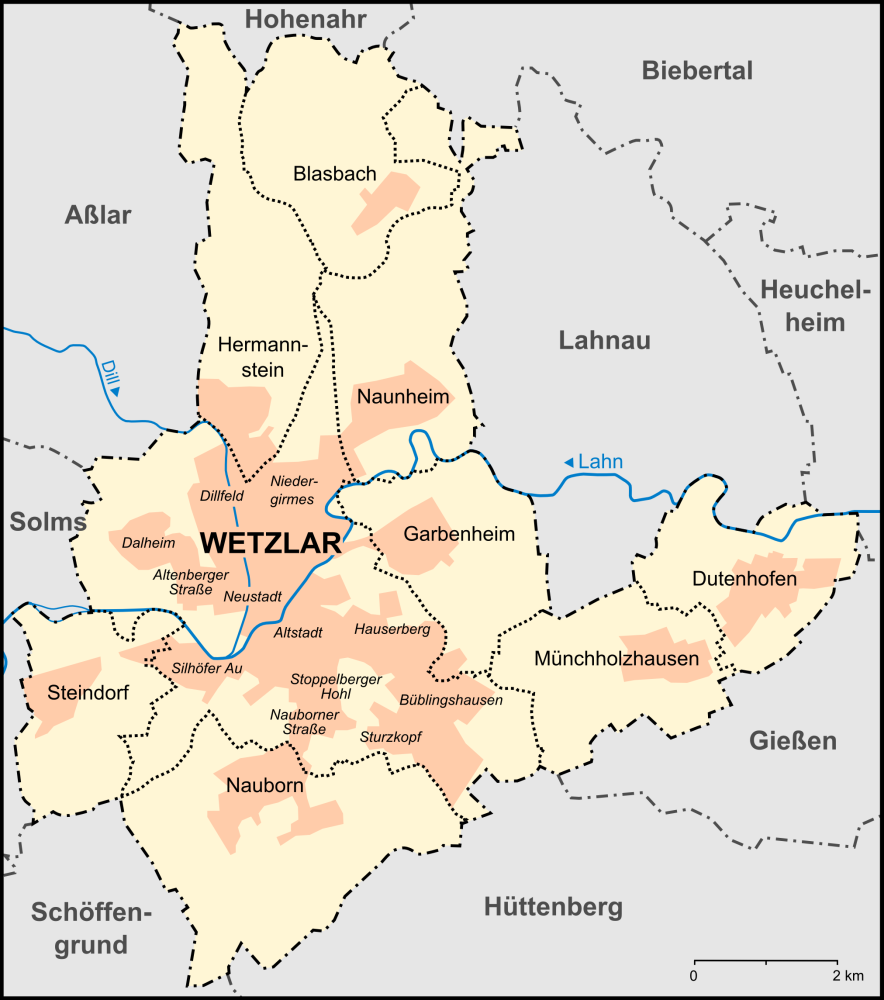
Nachbargemeinden, Stadtteile und Stadtbezirke Wetzlars

Die Nachbarkommunen von Dalheim sind Aßlar im Norden, der Stadtbezirk Dillfeld im Osten, der Stadtbezirk Altenberger Straße im Süden und Solms im Westen.

## Geschichte
Jüngste umfangreiche Ausgrabungen zur Vor- und Frühgeschichte längs der Lahn im Flurdistrikt Rittplatz haben größere, 7500 bis 7000 Jahre alte Siedlungsreste einer Bandkeramik-Kultur hervorgebracht.
Bei Dalheim wurden mindestens fünf mehrperiodige Siedlungsplätze mit Eisenerzverhüttung und Schmiedetätigkeit lokalisiert.
Das untergegangene Dorf Dalheim wurde in einer Urkunde vom 29. Dezember 945 erstmals erwähnt. In dieser Urkunde verlieh König Otto I. dem Erzbischof Ruotbert von Trier die Abtei St. Servatius zu Maastricht.
Dalheim lag unmittelbar an der westlichen Stadtgrenze in Richtung Kloster Altenberg, also dort, wo sich der heutige Stadtbezirk Dalheim befindet.
Die Kirche von Dalheim war dem Hl. Markus, ihre beiden Altäre dem Hl. Hubertus und der Hl. Anna geweiht. Sie war etwa 15 Meter lang und 7,5 Meter breit. Die Kirche besaß zwei Glocken. Die größere wurde unter Graf Philipp zu Solms-Braunfels bei der Reformation seines Landes nach Braunfels gebracht. Die kleinere kam nach einem zwischen dem Haus Solms und dem Kloster Altenberg 1586 geschlossenen Vertrag nach Steindorf. Im 13. und 14. Jahrhundert hielten die nahe gelegenen Ortschaften ihr Zentgericht an der Kirche zu Dalheim. Wahrscheinlich gehörten zu diesem Gericht viele Dörfer der Umgegend.
Das Patronatrecht zu Dalheim stand mehreren Privatpersonen gemeinschaftlich zu. Als Pastor Heinrich zu Dalheim 1290 starb, bekannte das Kloster Altenberg, dass dieses Patronatrecht einem Wetzlarer Bürger Heinemann und einem gewissen Herold und Heinrich Berne, namens der Gemeinde Dalheim, zustehe. Später entstanden zwischen dem Kloster und den Patronen Streitigkeiten, welche der Wetzlarer Scholastikus Johann von Meyen 1359 gütlich beilegte. Im Jahr 1499 stand das Patronatrecht dem Kanoniker Eberhard Stummel zu Mainz, dem Schöffen Gottfried Stummel zu Friedberg und drei Brüdern namens Holzheimer zu, welche es in diesem Jahr an das Kloster Altenberg abtraten.
Beurkundete Ereignisse in der Geschichte von Dalheim:
- Zwischen dem Kloster Altenberg und der Pfarrei Dalheim war wegen Holzfällung im Dalheimer Wald Streit entstanden, welcher 1226 gütlich beigelegt wurde. Als Zeuge wird der Pleban Eberwin von Dalheim aufgeführt.
- 1241 kaufte Graf Marquard von Solms vom Grafen Gerhard zu Diez den Zehnten zu Dalheim.
- 1247 wurde in Dalheim ein Tausch zwischen dem Schmidt Adolph von Waldgirmes und dem Kloster Altenberg vereinbart. Dieser betraf Güter in Hustedin und Wandorf, zwei untergegangenen Dörfern, von denen ersteres im Hohensolmsischen und letzteres in der Gegend von Nauborn lag.
- 1255 schenkte Ritter Syfried von Blasbach seine Güter zu Dalheim an den Deutschen Orden in Marburg.
- 1274 verkaufte die Witwe Heidenreich von Dalheim ihre Güter zu Dalheim ans Kloster Altenberg.
- 1280 wurde zwischen dem Kloster Altenberg, dem Bürger Berno zu Wetzlar und den Bürgern zu Dalheim ein Vergleich wegen Holzfällung im Dalheimer Wald geschlossen.
- 1292 verkauften die Ritter Demar und Wilhelm von Leun ihre Güter in Dalheim ans Kloster Altenberg.
- 1294 verbot der Papst Bonifatius VIII. den Juden zu Wetzlar einen Friedhof in Dalheim anzulegen.
- Im 13. und 14. Jahrhundert werden mehrere Mitglieder der ausgestorbenen adligen Familie von Dalheim erwähnt.
- 1456 ließ die Meisterin des Klosters Altenberg, Agnes Gräfin von Solms, einen Altar in der Kirche zu Dalheim zu Ehren des Heiligen Hubertus errichten.
- 1499 wurde das Patronatrecht an das Kloster Altenberg abgetreten.

Wann und auf welche Art und Weise das Dorf zerstört wurde, ist unbekannt.
Im Jahr 1834 erwarb Landrat Julius Karl von Sparre die Ruinen der Dalheimer Kirche und 14 Morgen umliegendes Land.

### Zweigstelle des Dulag-Luft-West
Als während des Zweiten Weltkrieges das Dulag-Luft-West beim heutigen Oberursel zu klein wurde, legte man nordwestlich von Wetzlar an der alten „Hohen Straße“ oberhalb des heutigen Dalheim eine Zweigstelle dieses Lagers an, um abgeschossene alliierte Flieger zwecks Befragung zu internieren, bevor sie in ein Stammlager verlegt wurden. Es wurde im Mai 1944 in Betrieb genommen und bestand bis Kriegsende. Nach dem Krieg wurde das Lager für etwa ein Jahr zur Internierung deutscher Soldaten genutzt. Heute sind die ehemaligen Lagerstraßen und Standorte der Baracken von Vegetation überwuchert, aber immer noch zu erkennen.

### Bau des neuen Dalheim
Als Keimzelle des heutigen Stadtbezirks Dalheim wurde von den Werken Buderus und Röchling-Buderus nach dem Ersten Weltkrieg die sog. Altenberger Kolonie entlang der Altenberger Straße gebaut und an die in diesen Werken beschäftigten Mitarbeiter vermietet. Das waren derzeit sehr fortschrittliche Reihenhäuser mit anliegendem Schuppen und anhängenden Gartengrundstücken. Ende der 40er/Anfang der 50er Jahre wurden die größeren Aussiedlerhöfe Ferber und Carl sowie die Gärtnereien Bauer und Weiss des Weiteren einige Mehrfamilienwohnhäuser in der Nähe des Wasserwerkes Dalheim errichtet. Die Firmen Buderus, Leitz und die Stadt ergänzten das Baugebiet um die Bredow-Siedlung mit Kindergarten, Spiel- und Sportplatz, die Eichendorff-Schule und um die Österreicher-Siedlung, benannt nach der hier stattgefundenen siegreichen Schlacht bei Wetzlar (Erzherzog Karl von Österreich gegen Napoleons General Jourdan). In den 1960er Jahren plante die Stadt Wetzlar, auf einem Entwurf der Professoren March und Maurer basierend, das große Neubaugebiet Dalheim. Mit dem Ausbau des neuen Stadtbezirks wurde 1965 begonnen.

## Politik
Der Stadtbezirk Dalheim diskutiert und artikuliert seine Anliegen durch die Stadtbezirkskonferenz, ein Pendant zu den Ortsbeiräten in den Stadtteilen, jedoch ohne offiziellen Charakter. Die Stadtbezirkskonferenzen verstehen sich als Zusammenschluss von aktiven Bürgerinnen und Bürgern sowie Vertretern von Verbänden der Jugendhilfe, Wohlfahrtspflege, Vereinen und Kirchen, die Anliegen aus ihrem Stadtbezirk aufgreifen und sich für eine gemeinschaftliche Lösung einsetzen.

## Infrastruktur
Durch Dalheim führt die Linie 16 der Wetzlarer Stadtbuslinien in die benachbarten Stadtbezirke und die Kernstadt. Es gibt insgesamt acht Haltestellen in diesem Stadtbezirk.
Die Lärmschutzeinhausung Dalheim ist ein Straßentunnel, der die B 49 durch Dalheim führt. Die B 49 und die B 277 sind über die Anschlussstelle Wetzlar-Dalheim schnell zu erreichen.